# Rhone-Route

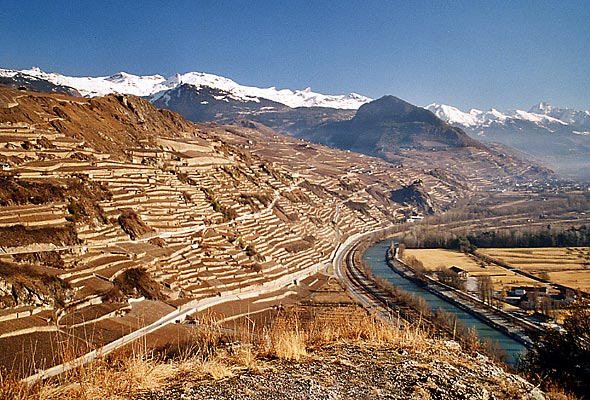
Im Rhonetal

Die Rhone-Route ist die nationale Fahrradroute 1 der Schweiz. Sie hat eine Länge von 350 km, davon sind 26 km ungeteert.

## Verlauf
Sie beginnt in Andermatt, führt über den Furkapass und anschliessend im Kanton Wallis dem Lauf der Rhone entlang über Gletsch, Brig, Sion und Martigny nach Le Bouveret, wo sie den Rhonekanal auf der letzten Brücke vor dem Genfersee, der Passerelle des Grangettes, überquert. Im Kanton Waadt führt sie weiter durch das Naturschutzgebiet Les Grangettes und dem See entlang durch Montreux, Lausanne und Nyon nach Genf.
Der Radfernweg ist wie die anderen nationalen Fahrradrouten der Schweiz mit roten Hinweisschildern gekennzeichnet und wird von Veloland Schweiz unterhalten.

## Anschlussrouten
In Nyon gibt es einen Anschluss an die Jura-Route, in Montreux an die Seen-Route, in Aigle an die Alpenpanorama-Route, in Gletsch an die Aare-Route, in Andermatt an die Nord-Süd-Route und die Rhein-Route. Weiter die Rhone entlang führt dann in Frankreich die ViaRhôna.

## Veloverlad
Durch einen sogenannten Veloverlad können Höhenmeter eingespart werden. Durch die Benutzung des Furka-Basistunnels werden beispielsweise in Ost-West-Richtung (Realp–Oberwald) 890 Höhenmeter einspart, in der Gegenrichtung sind es 1070 Höhenmeter.